# Francisco Gómez Palacios
Francisco Gómez Palacios fue un militar español que participó en la Guerra Civil Española.
Al comienzo de la guerra Gómez Palacios ostentaba el rango de capitán y estaba destinado en la III División Orgánica, en Valencia. Durante los últimos meses de 1936 mandó la columna Uribes-Palacios, al frente de la cual combatió en el frente del Centro. Durante el resto de la guerra mandó la 21.ª Brigada Mixta, y posteriormente la 36.ª División. En agosto de 1938 ocupó de forma breve el mando del VII Cuerpo de Ejército, en el Frente de Extremadura.